# Distrikt Huacullani
Der Distrikt Huacullani liegt in der Provinz Chucuito in der Region Puno in Süd-Peru. Der Distrikt hat eine Fläche von 627 km² (nach anderen Quellen: 705 km²). Beim Zensus 2017 wurden 9237 Einwohner gezählt. Im Jahr 1993 lag die Einwohnerzahl bei 5678, im Jahr 2007 bei 14.906. Verwaltungssitz des Distriktes ist die 3937 m hoch gelegene Kleinstadt Huacullani mit 2466 Einwohnern (Stand 2017). Huacullani liegt knapp 50 km südsüdöstlich der Provinzhauptstadt Juli.

## Geographische Lage
Der Distrikt Huacullani liegt im Altiplano südsüdwestlich des Titicacasees im zentralen Westen der Provinz Chucuito.
Der Distrikt Huacullani grenzt im Süden an den Distrikt Pisacoma, im Südwesten an den Distrikt Santa Rosa, im Westen an den Distrikt Conduriri (beide in der Provinz El Collao), im Nordwesten an den Distrikt Juli, im Norden an den Distrikt Pomata, im Nordosten an den Distrikt Zepita sowie im Südosten an den Distrikt Kelluyo.